# Archimonocelis bathycola
Archimonocelis bathycola är en plattmaskart som först beskrevs av Westblad 1952, och fick sitt nu gällande namn av Tor Karling 1966. Archimonocelis bathycola ingår i släktet Archimonocelis och familjen Archimonocelididae. Inga underarter finns listade i Catalogue of Life.